# Tombolo di Isernia
Il tombolo di Isernia è il merletto a tombolo tipico della città di Isernia, lavorato a fuselli ("re tummarieglie" in dialetto isernino), che rientra nella categoria dei merletti a fili continui.
Poiché rappresenta una delle principali attività artigianali del capoluogo, Isernia è definita la città dei merletti. Ancora oggi, è possibile ascoltare le donne alla lavorazione del tombolo nelle stradine del centro storico, soprattutto nelle ore pomeridiane della stagione estiva.

## Storia
La sua introduzione nella città è di origine antichissima: si presume, infatti, che la diffusione risalga al XIV secolo, ad opera di suore spagnole che alloggiavano nei monasteri di Santa Maria delle Monache e di Santa Chiara. La regina Giovanna d'Aragona amava molto questo tipo di merletti, infatti durante il suo soggiorno nella città apprese la lavorazione da maestre locali.

## Caratteristiche

Donne alla lavorazione del Tombolo negli anni cinquanta

La cosa che più contraddistingue il tombolo isernino rispetto agli altri è, oltre alla finissima fattura, un tipo di filo prodotto in zona di colore avorio, che rende tutto il lavoro luminoso ed elegante.
Col passare del tempo, il tombolo viene lavorato sempre meno in maniera artigianale e sempre più in maniera industriale. È anche materia d'insegnamento presso l'Istituto Artistico della città.